# Belantseidae
Belantseidae (лат.) — семейство ископаемых морских хрящевых рыб из отряда петалодонтообразных, родственного современному отряду химерообразных. Остатки Belantseidae найдены на территории США и Великобритании. Представители семейства  жили с карбона по триас (358,9—201,3 млн лет назад). Известны в основном по зубам. Наиболее известный представитель — Belantsea montana.

## Классификация
По данным сайта Fossilworks, на май 2016 года в семействе выделяют 3 вымерших рода:
- Род Belantsea Lund, 1989 — Беланцея[3]
  - Belantsea montana Lund, 1989
  - Belantsea occidentalis (St. John & Worthen, 1875) [syn. Ctenopetalus occidentalis St. John & Worthen, 1875, Ctenoptychius occidentalis (St. John & Worthen, 1875)]
- Род Ctenoptychius Agassiz, 1838
  - Ctenoptychius apicalis Agassiz, 1838
  - Ctenoptychius dentatus (Owen, 1840) [syn. Petalodus dentatus Owen, 1840]
  - Ctenoptychius lobatus (Etheridge, 1875) [syn. Petalodus lobatus Etheridge, 1875]
  - Ctenoptychius ordii Davis, 1881
  - Ctenoptychius serratus (Owen, 1840) [syn. Petalodus serratus Owen, 1840]
  - Ctenoptychius stevensoni St. John & Worthen, 1875
- Род Netsepoye Lund, 1989
  - Netsepoye hawesi Lund, 1989